# Polizeimusik Wien

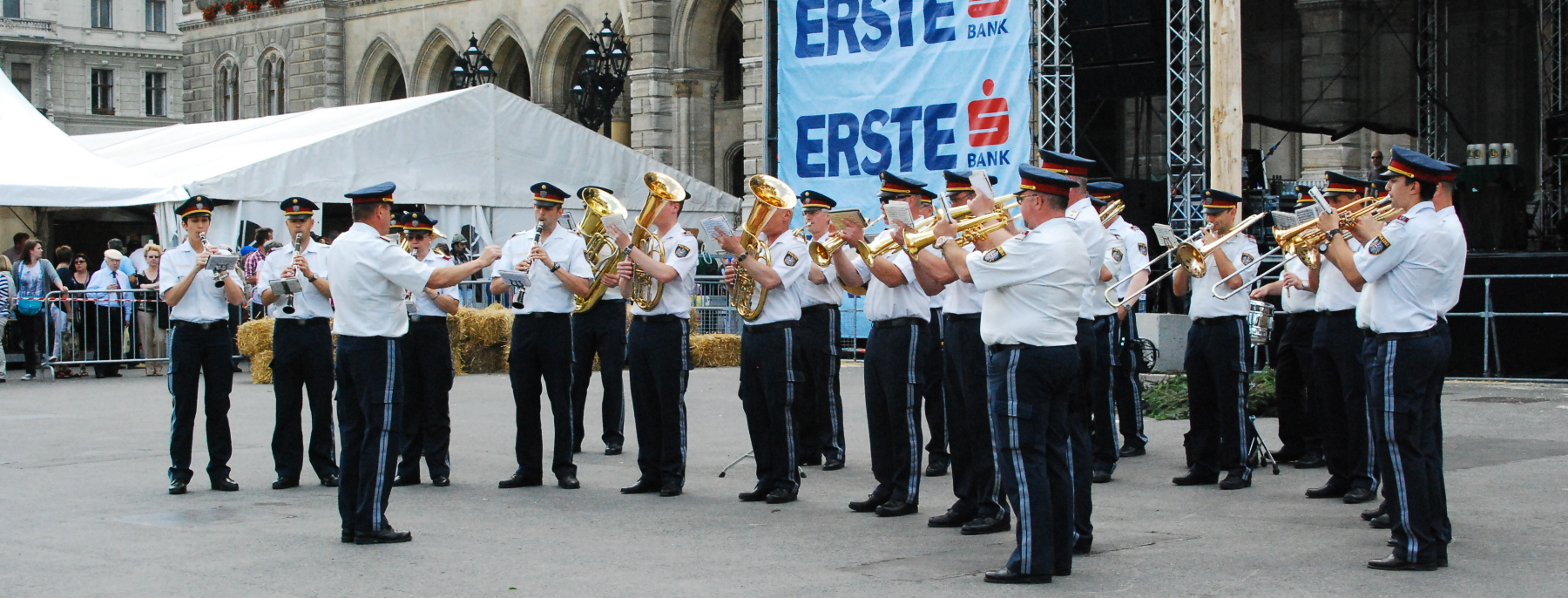
Polizeimusik Wien

Die Polizeimusik Wien ist ein Blasorchester in Wien. Kapellmeister ist Gruppeninspektor Herbert Klinger. 
Die Polizeimusik Wien wurde 1909 gegründet und gilt als eines der ältesten Polizeiorchester Europas. Das Orchester gilt als Mittel der Öffentlichkeitsarbeit und Bindeglied zwischen dem Bürger und seiner Polizei. Durch die Vielfalt und die hohe Qualität der musikalischen Darbietungen ist sie bei vielen Konzerten und Veranstaltungen ein beliebter Botschafter der Exekutive. Die Musiker haben neben ihrer Ausbildung zum Polizeibeamten ein Studium an einer Musikausbildungsstätte absolviert.
Neben den repräsentativen Aufgaben der Landespolizeidirektion Wien gehören auch Veranstaltungen des Bundesministeriums für Inneres oder Auftritte im Rahmen der Kulturpflege der Stadt Wien, sowie Konzerte im In- und Ausland zu den Einsatzgebieten des Orchesters. Auch auf Großveranstaltungen wie der Nacht der Filmmusik
und der Wiener Polizeiball tritt das Orchester auf.

## Geschichte
Bereits im Jahr 1909 wurde die behördliche Genehmigung zur Gründung der Polizeimusik Wien erteilt. Die Übertragung repräsentativer Aufgaben wie Staatsempfänge und Akkreditierungen durch die Republik Österreich erfolgte 1945. Es folgte 1951 die musikalische Gestaltung des Staatsbegräbnisses von Bundespräsident Karl Renner. 1955 konzertierte die Polizeimusik Wien gemeinsam mit den Wiener Symphonikern im Zuge der großen Befreiungsfeier am Wiener Rathausplatz. Nach der Unterzeichnung des Staatsvertrags gab es überdies rege Konzertreisetätigkeiten innerhalb Deutschlands. 
Im Jahre 1969 dirigierte Robert Stolz die Polizeimusik beim Festkonzert anlässlich des 100. Geburtstages der Wiener Sicherheitswache. Stardirigent Lorin Maazel gab 1980 bei einer Gemeinschaftsproduktion der Polizeimusik Wien mit der Militärmusik Burgenland und der Gendarmeriemusik Niederösterreich den Orchestern die Ehre seiner musikalischen Leitung. Die aus dieser Aufnahme entstandene Schallplatte trug den Titel: „Vom Doppeladler zum Sternenbanner“. In den 1990er Jahren folgten zahlreiche Konzertreisen in die Schweiz nach Zürich und Basel, nach Italien, Ungarn und Deutschland. Das LIBI-Konzert fand anlässlich der Feierlichkeiten des 50. Jahrestages der Gründung Israels im Raimundtheater statt. Im Jahr 2000 erfolgte die Aufnahme der CD „Milleniumskonzert“ als Beleg des musikalischen Spektrums. Von 2000 bis 2016 leitete Kapellmeister Chefinspektor Ernst Zehetner das Orchester. Zum 100-jährigen Bestehen der Kapelle wurde 2009 die CD Weana san ma, Weana bleib’n ma aufgenommen. 2016 übernahm sein Stellvertreter Herbert Klinger, der auch Landeskapellmeister von Wien ist, die Leitung.

## Diskographie
- Vom Doppeladler zum Sternenbanner, LP, 1980
- Milleniumskonzert, CD, 2000
- Ein Melodienstrauß aus Wien, CD, 2006
- Weana san ma, Weana bleib’n ma, CD, 2009
- Merry Christmas, CD, 2013